# Herba de Sant Cristòfol
L' herba de Sant Cristòfol (Actaea spicata), és una espècie de planta amb flor originària d'Europa i Àsia occidental. És extremadament verinosa. herba cristofolina, herba de Sant Cristau i herba de Sant Cristol.
És una planta herbàcia perenne que fa fins a 30-60 cm d'alt. Les fulles són compostes pinnades de fins a 40 cm de llarg i 30 cm d'ample. Les flors són blanques amb 4-6 sèpals petaloides i es fan en un raïm erecte de 10 cm de llarg. El fruit és una baia oval de 10-11 mm de llarg i 8 mm de diàmetre.
Hi ha dues varietats:
- Actaea spicata var. spicata. Europa, nord-est d'Àsia a 0-1900 m d'altitud.
- Actaea spicata var. acuminata (syn. A. acuminata). Sud-oest d'Àsia, Himàlaia, a 2500-3700 m d'altitud.

## Cultiu i usos
Malgrat ser verinosa també havia estat medicinal i creix com planta ornamental.
Les baies afecten el cor i el poden parar, en canvi són inofensives pels ocells.

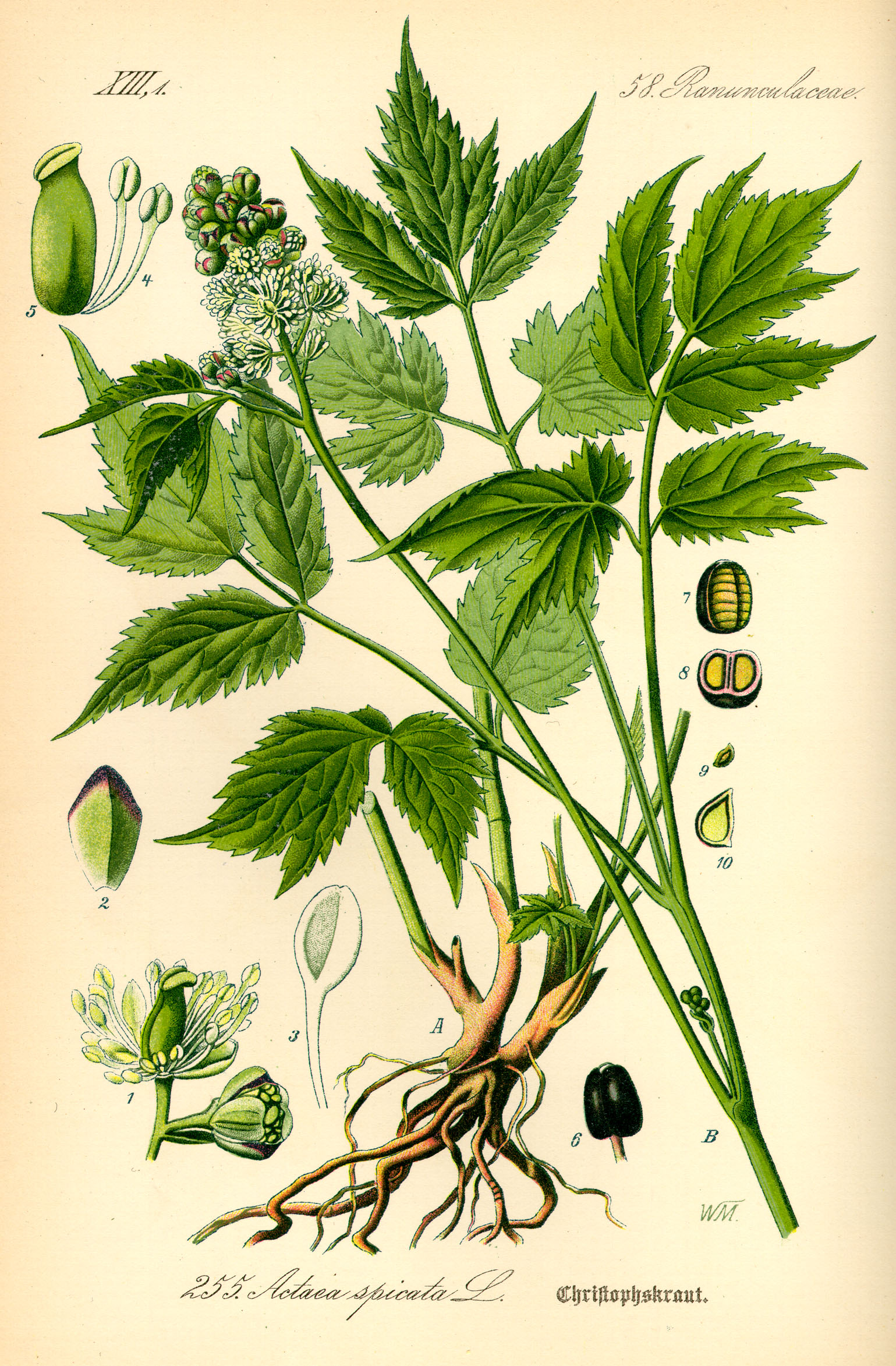
Dibuix del segle xix